# Micrutalis tartaredoides
Micrutalis tartaredoides är en insektsart som beskrevs av Goding. Micrutalis tartaredoides ingår i släktet Micrutalis och familjen hornstritar. Inga underarter finns listade i Catalogue of Life.